# Trà Ôn (xã)
Trà Ôn là một xã thuộc tỉnh Vĩnh Long, Việt Nam.
Trước ngày 16 tháng 6 năm 2025, Trà Ôn là thị trấn huyện lỵ của huyện Trà Ôn, tỉnh Vĩnh Long. 

## Địa lý
Xã Trà Ôn có vị trí địa lý:
- Phía đông giáp xã Vĩnh Xuân
- Phía tây giáp xã Lục Sĩ Thành, ranh giới là sông Hậu.
- Phía nam giáp xã An Phú Tân và Tam Ngãi.
- Phía bắc giáp xã Ngãi Tứ.

Xã Trà Ôn có diện tích 42,78 km², dân số năm 2025 là 37.869 người, mật độ dân số đạt 885 người/km².

## Hành chính
Thị trấn Trà Ôn được chia thành 6 khu: 1, 2, 3, 4, 5, 6.

## Lịch sử
Ngày 6 tháng 12 năm 2019, Hội đồng Nhân dân tỉnh Vĩnh Long ban hành Nghị quyết 228/NQ-HĐND về việc:
- Sáp nhập khu 9 và khu 10 vào khu 1
- Sáp nhập khu 3 vào khu 2
- Đổi tên khu 4 thành khu 3
- Đổi tên khu 10A thành khu 4
- Sáp nhập khu 6 và khu 8 vào khu 5
- Sáp nhập khu 7 và khu 10B vào khu 6.

Tính đến ngày 31 tháng 12 năm 2022, thị trấn Trà Ôn có 2,18 km² diện tích tự nhiên và quy mô dân số là 12.421 người. Xã Thiện Mỹ có 22,28 km² diện tích tự nhiên và quy mô dân số là 14.547 người.
Ngày 28 tháng 9 năm 2024, Ủy ban Thường vụ Quốc hội ban hành Nghị quyết số 1203/NQ-UBTVQH15 về việc sắp xếp đơn vị hành chính cấp xã của tỉnh Vĩnh Long giai đoạn 2023 – 2025 (nghị quyết có hiệu lực từ ngày 1 tháng 11 năm 2024). Theo đó, sáp nhập toàn bộ 22,28 km² diện tích tự nhiên và quy mô dân số là 14.547 người của xã Thiện Mỹ vào thị trấn Trà Ôn.
Thị trấn Trà Ôn có 24,46 km² diện tích tự nhiên và quy mô dân số là 26.968 người.
Ngày 16 tháng 6 năm 2025, Ủy ban Thường vụ Quốc hội ban hành Nghị quyết số 1687/NQ-UBTVQH15 về việc sắp xếp các đơn vị hành chính cấp xã của tỉnh Vĩnh Long năm 2025. Theo đó, sắp xếp toàn bộ diện tích tự nhiên, quy mô dân số của xã Tích Thiện và một phần diện tích tự nhiên, quy mô dân số của thị trấn Trà Ôn thành xã mới có tên gọi là xã Trà Ôn.
Sau khi sáp nhập, xã Trà Ôn có 42,78 km² diện tích tự nhiên và dân số 37.869 người.